# Republiek van de Noordelijke Salomonseilanden
De Republiek van de Noordelijke Salomonseilanden was van 1975 tot 1976 een internationaal niet-erkende onafhankelijke staat op de Noordelijke Salomonseilanden en kwam overeen met wat nu bekendstaat als de Autonome Regio Bougainville in Papoea-Nieuw-Guinea. Het land verklaarde zich in september 1975 onafhankelijk van het door Australië bestuurde territorium Papoea en Nieuw-Guinea, enkele dagen voordat Papoea-Nieuw-Guinea zelf onafhankelijk werd. In de zomer van 1976 slaagde de oproerpolitie erin het gezag op Bougainville te herstellen.
In 1988 laaide het conflict echter weer op toen de Bougainville Revolutionary Army onder leiding van Francis Ona een onafhankelijkheidsstrijd startte tegen het leger van Papoea-Nieuw-Guinea. Het gebied verklaarde zich in 1990 weer onafhankelijk, dit maal als de Onafhankelijke Republiek Me'ekamui. De Burgeroorlog van Bougainville duurde tot 1998 en kostte naar schatting 15.000 tot 20.000 mensen het leven. In 2005 werd de Autonome Regio Bougainville opgericht. Onderdeel van de vredesakkoorden is een referendum over onafhankelijkheid van de regio. Dit referendum werd gehouden in 2019 en met 98% gewonnen door het onafhankelijkheidskamp. Het resultaat moet evenwel nog geratificeerd worden door het parlement van Papoea-Nieuw-Guinea.